# Заједништво Хрвата у Румунији
Заједништво Хрвата у Румунији (рум. Uniunea Croaţilor din România, хрв. Zajedništvo Hrvata u Rumunjskoj) је друштвена организација хрватске мањине у Румунији, са седиштем у Карашеву. Тренутни председник организације је Слободан Гера. 

## Историја
Док су још трајали оружани сукоби у цектру Темишвара, група српских интелектуалаца, предвођених Вељком Унипаном и Миодрагом Милиним, иначе активним учесницима Румунске револуције, покренула је иницијативу око оснивања једне српске демократске друштвене организације. Конститутивни састанак Демократског Фронта Срба и Хрвата у Румунији одржан је 27. децембра 1989. године у Владичанском двору у Темишвару. Након револуционарних догађаја који су се збили у Темишвару и целој земљи, закључено је да су створени услови за оснивање једне друштвене организације српског и хрватског живља која би се темељила на демократским основама. Присутни су се сагласили да то, за почетак, буде Демократски Фронт Срба и Хрвата у Румунији, као привремена форма организовања. У Клубу новинара у Темишвару 29. децембра 1989. одржан је скуп припадника српксе народности на коме је основан Демократски савез Срба у Румунији (ДССР), чији је циљ очување идентитета припадника српске и хрватске националности. Скупом је председавао Славомир Гвозденовић, а у привремено руководство Савеза изабрано је двадесет чланова: Небојша Поповић, Љубомир Степанов, Славомир Гвозденовић, Вељко Унипан, Владимир Марковић, Миленко Лукин млађи, Филип Милованов, Цветко Михајлов, Борислав Белин, Ђока Мирјанић, Александар Никић, Миодраг Милин, Весна Чолаковић, Ђока Жупунски, Јасмина Петров, Момчило Ђурић, Лаза Цвејић, Јоца Бугарски и Аркадије Ђурђев. Њима се прикључују и два представника из Арадске жупаније, три представника Карашевака, један представник из Свинице и седам представника из Банатске клисуре, који ће бити накнадно изабрани у својим срединама. Представници месних комитета из четири жупаније у којима живе српска и хрватска мањина, окупљени у великом броју 19. фебруара 1990. године у Дому новинара у Темишвару, избором руководељег тела и усвајањем нацрта предложених докумената, потврдили су оснивање Демократског савеза Срба у Румунији. На скупу је усвојен назив организације Демократски савез Срба у Румунији, пошто је под тим именом већ регистрован и као такав се води у постојећим демократски структурама власти. Карашевци оформљују свој огранак, а Шокци из Рекаша и Хрвати из Кече деловаће у оквиру својих месних савеза. Изабрано је 45 чланова Управног одбора, као и 11 чланова Савета, а за председника је изабран Миленко Лукин из Темишвара. Потпредседници су Андрија Милин из Арада за Арадску жупанију, Миља Радан млађи из Карашева за карашевски огранак, Борислав Крстић из Белобрешке за Клисуру и Пољадију, Вида Јовановић из Варјаша за насеља Тимишке жупаније и Славомир Гвозденовић из Темишвара за град Темишвар. Формирано је шест комисија, из карашевског огранка Ђуређ Ватав из Клокотича је члан комисије за културноуметничку и спорсткотуристичку делатност, Миља Филка из Клокотича за образовање, Миља Радан млађи из Карашева за штампу и радио, Марјан Ћинкул из Лупака за верска питања и Миља Хацеган из Карашева за омладинска питања.

### Оснивање ЗХР
Још на оснивачкој скупштини Демократског савеза Срба у Румунији, Карашевци хрватског опредељења упорно су тражили да назив савеза буде Савез Срба и Хрвата у Румунији, али је већина присутних одлучила другачије. На децембарском састанку Извршног одбора ДССР 1991. године, представници Карашевака хрватског опредељења, на челу са Миљом Раданом старијим, захтевали су да иступе из ДССР-а, пошто се житељи дотичног краја махом изјашњавају као Хрвати, католичке су вероисповести и као такви треба да имају свој Савез Хрвата у Румунији. Присутни су уважили овај захтев и одлучили да ово питање буде разматрано на предстојећој скупштини, изразивши жељу да се сарадња настави на многим плановима. На годишњој скупштини 28. марта 1992. године расправљало се о захтеву Карашевака хрватског опредељења за издвајање из Демократског савеза Срба. Том приликом је усвојена Изјава Демократског савеза Срба у Румунији о сарадњи са Карашевцима који се изјашњавају као Хрвати. После овог скупа Карашевци хрватског опредељења оснивају Заједништво Хрвата у Румунији (Zajedništvo Hrvata u Rumunjskoj) са седиштем у Карашеву, на челу са Миљом Раданом старијим. Онај део чланства из карашевских насеља који се изјаснио као Карашевци, остао је да своје активности остварује у оквиру ДССР-а преко своје месне организације у Карашеву. На предлог чланова ДССР-а који су се на попису становништва 1992. изјаснили као Карашевци, усвојен је нови статут и организација је преименована у Демократски савез Срба и Карашевака у Румунији (ДССКР).
Крајем 1995. године, на предлог Заједништва Хрвата у Румунији, дошло је до састанка представника ЗХР-а и ДССКР-а у седишту Демократског савеза Срба и Карашевака у Темишвару. Делегацију ЗХР-а чинили су Миља Радан, Миља Тодор и Микола Паун, док су са стране ДССКР-а били Славомир Гвозденовић, Светислав Роцков и Србољуб Мишковић. На састанку је Радан рекао да би молба и жеља ЗХР-а била да ДССКР размотри могућност да изостави из свог назива реч Карашевака. Он је додао да су Карашевци сви житељи седам села у долини Караша, односно и они који се изјашњавају као Хрвати, и да то ствара потешкоће када се ради о припадности житеља ових насеља једној или другој етничкој организацији. Славомир Гвозденовић је одговорио да су се житељи карашевских насеља на последњем попису изјаснили као Хрвати, Карашевци и Срби, као и да су они који су се изјаснили као Карашевци затражили да се прикључе тадашњем Демократском савезу Срба у Румунији под условом да у називу организације буде додато и Карашевака.
Незадовољни начином вођења ЗХР-а представници из лупачке општине су се 1998. издвојили из организације и формирали Демократски савез Хрвата у Румунији (Demokratski savez Hrvata u Rumunjskoj) са седиштем у Лупаку.

## Деловање
Заједништво Хрвата у Румунији је независна и демократска организација чије је деловање, пре свега, усредсређено на очување и промовисање етничког идентитета хрватске мањине у Румунији. Она представља и брани интересе хрватске мањине пред државним властима, залаже се за поштовање права мањина у складу са законима Румуније. ЗХР има за циљ успостављање трајних веза са Републиком Хрватском преко својих службених институција, културних и верских организација и преко дипломатског представништва у Румунији. Инвестицијом ЗХР-а у центру Карашева је изграђено Средишње седиште организације, уређен је парк у коме је подигнут споменик палим и несталим мештанима карашевске општине у Првом и Другом светском рату. У непосредној близини зграде ЗХР-а подигнута је сцена на отвореном, где се организују разни фолклорни фестивали, и наступају многобројна културна друштва из Румуније, Хрватске и других држава. Саграђена је у Карашеву зграда Етнографског музеја Хрвата у Румунији, док је јануара 2020. у Јабалчу свечано отворена новоизграђена зграда, намењена месној организацији ЗХР-а.
Године 1994. почео је да излази двојезични часопис ЗХР-а Хрватска гранчица. Први главни уредник часописа је био Миља Радан старији, који је замислио и написао први број, уз помоћ двојице сарадника, Мартина Словенског и Миље Тодора.
ЗХР је од 1995. године члан Хрватског светског конгреса, највише организације хрватске дијаспоре, чији је циљ повезивање свих Хрвата широм света и деловање за унапређење заједништва међу Хрватима, за остварење њихових тежњи, за осигурање континуитета и развоја верског, духовног, културног, друштвеног и спортског наслеђа Хрвата. Октобра 1995. у Карашеву су боравили фрањевачки мисионари Шимун Шито Ћорић, као председник Хрватског светског конгреса, Милан Лончар, председник комисије за хуманитарну помоћ удружења Хрвата у Швајцарској и Радован Чорић, мисионар у Немачкој. Они су одржали, уз домаће свештенике, Свете мисе у Карашеву, ЛУпаку и Клокотичу, извршили обред крштења у Карашеву и венчања у Клокотичу.

## Руководство
Заједништво Хрвата у Румунији чине месна, комунална и подручна друштва са одговарајућим одборима, на челу којих је Координацијски одбор. Извршно тело Координацијског одбора је Извршно веће, а највише руководеће тело организације је Конгрес или Земаљска конференција. Први председник ЗХР-а био је Миља Радан старији, који је обављао ту дужност од 1991. па све до истека мандата 4. јула 2015. године, када је изабран нови председник и ново руководство. Истовремено са функцијом председника Миља Радан је обављао дужност заступника хравстке мањине у румунском Парламенту пуна два мандата, од 2000. до 2008. године, и већи део трећег мандата, од 2008. до 2012. године, када је пре истека мандата поднео оставку. Први потпредседник ЗХР-а био је Микола Гера, а секретар организације је био Ђуређ Ватав. Од 4. јула 2015. за председника ЗХР-а је изабран Слободан Ђуређ Гера, потпредседници су Петар Лугожан и Петар Гера, а секретар је Ђуређ Јанков. Слободан Гера је први пут изабран за заступника хрватске мањине у румунском Парламенту 2012. године, од 2016. је обављао други мандат у Парламенту, а 2020. године је по трећи пут изабран за заступника.

## Парламентарни избори
| Година | Гласови | %     | Мандати |
| ------ | ------- | ----- | ------- |
| 1992.  | 219     | 0,00% | 0 / 330 |
| 1996.  | 486     | 0,00% | 0 / 330 |
| 2000.  | 11.084  | 0,10% | 1 / 330 |
| 2004.  | 10.331  | 0,10% | 1 / 330 |
| 2008.  | 9.047   | 0,13% | 1 / 330 |
| 2012.  | 6.281   | 0,08% | 1 / 330 |
| 2016.  | 3.532   | 0,05% | 1 / 330 |
| 2020.  | 3.345   | 0,06% | 1 / 330 |